# Eugenius Sophus Ernst Heltzen
Eugenius Sophus Ernst Heltzen (født 2. december 1818 i København, død 7. november 1898 i Odense) var en dansk embedsmand, minister, godsejer og kammerherre. 
Heltzen blev cand.jur. i 1840, protokolsekretær i Højesteret i 1842, auskultant i Rentekammeret og stiftamtmand i Aalborg i 1846-47, sekretær for indenrigsministeren i 1848 og amtmand over Aabenraa, Als og Ærø Amt i 1850-64, og stiftamtmand over Fyn i 1869-98. I 1882 modtog Heltzen Dannebrogordenens Storkors.
I 1856 blev Heltzen valgt til medlem af Rigsrådet hvor han sluttede sig til det konservative Helstatspartiet og var en skarp modstander af de nationalliberale. Heltzen var justits- og kultusminister i perioden 11. juli 1864 – 30. marts 1865 i regeringen Bluhme II. Heltzens udprægede royalistiske holdning gjorde ham til et offer i en politisk intrige som medførte hans afgang som minister.
Heltzen var søn af oberst og kammerherre Christian Ludvig Gustav von Heltzen, søn af konferensråd og berghauptmand Christian Ernst Heltzen og Anne Christine von Haxthausen, og Marie Elisabeth, født baronesse Knuth af Conradsborg, datter af lensbaron Adam Christopher Knuth af Conradsborg og Juliane Maria, født baronesse Brockdorff af Scheelenborg. Heltzen ejede de adelige godser Søgård og Aartoft i Lundtoft Herred/Sønderjylland og herregaarden Landkilde ved Odense. Heltzen var gift med Cathrine von Steman, datter af stiftamtmand Christian Ludvig von Steman. Heltzen var en fætter til den norske statsminister i Stockholm Frederik Gottschalk Haxthausen Due, fætter til den norske "stats forfatter" og rigsrevisor Peder Krabbe Gaarder, nevø af den norske stortingsmand og amtmand Paul Frederik Michael Heltzen, nevø af greve og amtmand Hans Schack Knuth, og grandnevø af førstestatsråd (statsminister) i Norge i 1814 generalløjtnant Frederik Gottschalk von Haxthausen.
Heltzen og hustru havde følgende børn:
1. Godsejer og borgermester i Odense Poul Christian Ludvig Heltzen g.m. Vilhelmine Nielsen,
2. Cand.jur. Frederik Joachim August Heltzen g.m. Petronella Louise Rosenørn,
3. Augusta Elisabeth Heltzen 30.april 1855-2.oktober 1887